# Amtsgericht Hengersberg
Das Amtsgericht Hengersberg war ein von 1879 bis 1970 existierendes bayerisches Gericht der ordentlichen Gerichtsbarkeit mit Sitz in Hengersberg.

## Geschichte
Obwohl der Markt Hengersberg bis 1803 unter der Gerichtsbarkeit des Klosters Niederalteich stand, wurde in Hengersberg bereits 1255 ein bayerisches Pfleggericht errichtet. Diese auch als Landgerichte bezeichneten Gerichte wurden 1803 aufgelöst. 1838 erfolgte eine Neuordnung der Gerichtsbezirke mit der Neuerrichtung des Landgerichts Hengersberg.
Anlässlich der reichsweiten Einführung des Gerichtsverfassungsgesetzes am 1. Oktober 1879 wurde in Hengersberg ein Amtsgericht gebildet, dessen Sprengel deckungsgleich mit dem vorhergehenden Landgerichtsbezirk Hengersberg war. Übergeordnete Instanzen waren das Landgericht Deggendorf und das Oberlandesgericht München. Am 1. Januar 1970 wurde das Amtsgericht Hengersberg aufgehoben und sein Bezirk dem Amtsgericht Deggendorf zugewiesen.